# Huwajr at-Turkuman
Huwajr at-Turkuman (arab. حوير التركمان) – miejscowość w Syrii, w muhafazie Hama. W 2004 roku liczyła 1003 mieszkańców.